# Liste der Brücken über den Talent
Die Liste der Brücken über den Talent nennt die Talent querende Brücken von der Quelle im Waldgebiet des Bois du Jorat bis zum Zusammenfluss mit der Orbe zur Thielle (dt. Zihl) nordöstlich der Stadt Orbe.

## Brückenliste
57 Übergänge überspannen den Fluss: 26 Strassenbrücken, 14 Feldwegbrücken, 14 Fussgänger- und Velobrücken und 3 Eisenbahnbrücken.
| Bild | Name                                        | Ort                                      | Lage | Funktion                                                                                                | Konstruktion  | Material          | Länge in m | Höhe m ü. M. | Bemerkungen |
| ---- | ------------------------------------------- | ---------------------------------------- | ---- | --- | ------------- | ----------------- | ---------- | ------------ | --- |
|      | Unbenannte Brücke                           | Montpreveyres                            |      | Feldwegbrücke                                                                                           | Bachdurchlass | Beton             | 4          | 906          | Fahrverbot für Motorwagen, Motorräder und Motorfahrräder |
|      | Route des Paysans-Brücke                    | Froideville                              |      | Strassenbrücke (zweispurig) 542                                                                         | Bachdurchlass | Beton             | 4          | 892          | Höchstgeschwindigkeit 80 km/h PostAuto-Buslinie 435 (Thierrens–Epalinges) |
|      | Unbenannte Brücke                           | Froideville                              |      | Feldwegbrücke                                                                                           | Bachdurchlass | Beton             | 4          | 856          | Fahrverbot für Motorwagen, Motorräder und Motorfahrräder |
|      | Unbenannte Brücke                           | Froideville                              |      | Feldwegbrücke                                                                                           | Bachdurchlass | Beton             | 4          | 851          | Fahrverbot für Motorwagen, Motorräder und Motorfahrräder Mountainbike-Route |
|      | Unbenannte Brücke                           | Froideville                              |      | Feldwegbrücke                                                                                           | Bachdurchlass | Beton             | 4          | 843          | Fahrverbot für Motorwagen, Motorräder und Motorfahrräder |
|      | Unbenannte Brücke                           | Lausanne                                 |      | Feldwegbrücke                                                                                           | Bachdurchlass | Beton             | 4          | 838          | Fahrverbot für Motorwagen, Motorräder und Motorfahrräder |
|      | Chemin des Grandes-Côtes-Brücke             | Lausanne                                 |      | Feldwegbrücke                                                                                           | Bachdurchlass | Beton             | 4          | 837          | Mountainbike-Route Wanderweg |
|      | Unbenannte Brücke                           | Lausanne                                 |      | Feldwegbrücke                                                                                           | Bachdurchlass | Beton             | 4          | 815          | Fahrverbot für Motorwagen, Motorräder und Motorfahrräder: Forst- und Landwirtschaft gestattet |
|      | Chemin du Bas-de-Lavaux-Brücke              | Lausanne                                 |      | Feldwegbrücke                                                                                           | Bogenbrücke   | Stein Beton       | 15         | 777          | Mountainbike-Route Wanderweg Froideville – Lausanne |
|      | Unbenannter Steg                            | Lausanne                                 |      | Fussgängerbrücke                                                                                        | Balkenbrücke  | Holz              | 7          | 732          | Übergang ist nicht behindertengerecht (Stufe). |
|      | L'Abbaye de Montheron-Brücke                | Lausanne                                 |      | Strassenbrücke (zweispurig)                                                                             | Bogenbrücke   | Stein Beton       | 20         | 721          | Die Brücke wurde 2022 renoviert. Das Bauwerk befindet sich beim Kloster Montheron. Mountainbike-Route Wanderweg |
|      | Route de Montheron-Brücke                   | Lausanne                                 |      | Strassenbrücke (zweispurig) mit Trottoir und Rohrleitungen unterhalb der Fahrbahn 546                   | Balkenbrücke  | Beton             | 7          | 707          | Höchstgeschwindigkeit 50 km/h |
|      | Unbenannter Steg                            | Lausanne                                 |      | Fussgängerbrücke                                                                                        | Balkenbrücke  | Holz              | 11         | 705          | |
|      | Sentier du Talent-Brücke                    | Cugy – Bretigny-sur-Morrens              |      | Fussgänger- und Velobrücke                                                                              | Balkenbrücke  | Stahl Holz        | 7          | 690          | Holzsteg wurde 2017 erstellt, ersetzte Brücke, die 2007 bei Unwetter einstürzte. Wanderland-Route 137 Sentier du Talent (Echallens–Bretigny-sur-Morrens, Malapalud–Montheron) |
|      | Route de Bottens-Brücke                     | Cugy – Bretigny-sur-Morrens              |      | Strassenbrücke (zweispurig) mit Trottoir und Rohrleitungen unterhalb der Fahrbahn 150 501               | Balkenbrücke  | Beton             | 30         | 684          | Brücke wurde 2021 renoviert und verbreitert. Höchstgeschwindigkeit 50 km/h TL-Buslinie 60 (Lausanne–Cugy VD–Bottens–Froideville) Wanderland-Route 137 Sentier du Talent (Echallens–Bretigny-sur-Morrens, Malapalud–Montheron) unterquert das Bauwerk auf der rechten Flussseite. |
|      | Unbenannte Brücke                           | Morrens – Bretigny-sur-Morrens           |      | Fussgängerbrücke                                                                                        | Balkenbrücke  | Stahl Holz        | 11         | 680          | Wanderland-Route 137 Sentier du Talent (Echallens–Bretigny-sur-Morrens, Malapalud–Montheron) |
|      | Route du Moulin-Brücke                      | Morrens – Bretigny-sur-Morrens           |      | Strassenbrücke (zweispurig)                                                                             | Balkenbrücke  | Beton             | 7          | 676          | Verbot für Tiere (Pferd) Hinweistafel: Kein Winterdienst Wanderweg |
|      | Unbenannte Brücke                           | Morrens – Bretigny-sur-Morrens           |      | Fussgängerbrücke                                                                                        | Balkenbrücke  | Stahl Holz        | 24         | 659          | Wanderland-Route 137 Sentier du Talent (Echallens–Bretigny-sur-Morrens, Malapalud–Montheron) |
|      | Unbenannte Brücke                           | Assens – Bretigny-sur-Morrens            |      | Strassenbrücke (zweispurig) 444                                                                         | Bogenbrücke   | Stein Beton       | 10         | 655          | Fahrbahnplatte wurde 2019 ersetzt. Wanderland-Route 137 Sentier du Talent (Echallens–Bretigny-sur-Morrens, Malapalud–Montheron) |
|      | Unbenannte Brücke                           | Assens – Bottens                         |      | Strassenbrücke (zweispurig)                                                                             | Bogenbrücke   | Stein Beton       | 9          | 640          | Wanderland-Route 137 Sentier du Talent (Echallens–Bretigny-sur-Morrens, Malapalud–Montheron) |
|      | Unbenannte Brücke                           | Echallens – Montilliez                   |      | Fussgängerbrücke                                                                                        | Balkenbrücke  | Holz              | 12         | 620          | Vitaparcours Echallens |
|      | Corjon-Steg                                 | Echallens                                |      | Fussgängerbrücke                                                                                        | Balkenbrücke  | Holz              | 14         | 619          | Offene Holzbrücke Wanderweg Vitaparcours Echallens |
|      | Route de Moudon-Brücke                      | Echallens                                |      | Strassenbrücke (zweispurig) mit Trottoirs und Rohrleitungen unterhalb der Fahrbahn 440                  | Balkenbrücke  | Beton             | 16         | 619          | PostAuto-Buslinien 428 (Echallens–Thierrens), 434 (Echallens–Poliez-Pittet), 440 (Echallens–Moudon) und 670 (Yverdon-les-Bains–Echallens) |
|      | LEB-Brücke                                  | Echallens                                |      | Eisenbahnbrücke (eingleisig) mit Rohrleitungen unterhalb der Fahrbahn                                   | Balkenbrücke  | Beton Stahl Stein | 21         | 619          | Höchstgeschwindigkeit 90 km Bahnstrecke Lausanne–Echallens–Bercher Der Fussweg Chemin de l'Ancien Canal unterquert das Bauwerk auf der rechten Flussseite. |
|      | Unbenannte Brücke                           | Echallens                                |      | Fussgängerbrücke                                                                                        | Balkenbrücke  | Holz              | 9          | 612          | |
|      | Clos de la Pépinière-Brücke                 | Echallens                                |      | Strassenbrücke (zweispurig) mit Rohrleitungen unterhalb der Fahrbahn                                    | Balkenbrücke  | Beton             | 12         | 611          | Höchstgeschwindigkeit 30 km |
|      | Route d'Yverdon-Brücke                      | Echallens                                |      | Strassenbrücke (zweispurig) mit Trottoir, Velostreifenmarkierung und Rohrleitung an der Brückenwand 401 | Balkenbrücke  | Beton             | 10         | 611          | Höchstgeschwindigkeit 50 km PostAuto-Buslinien 420 (Echallens–Chavornay) und 670 (Yverdon-les-Bains–Echallens) |
|      | Chemin des Caves-Brücke                     | Echallens                                |      | Strassenbrücke (einspurig)                                                                              | Bogenbrücke   | Stein Beton       | 7          | 611          | |
|      | Chemin du Pré Bacon-Brücke                  | Echallens                                |      | Strassenbrücke (einspurig) mit Rohrleitung an der Brückenwand                                           | Balkenbrücke  | Beton             | 12         | 609          | Fahrverbot für Motorwagen, Motorräder und Motorfahrräder: Anwohner gestattet Veloland-Route 475 Boucle champêtre du Gros de Vaud (Echallens–Echallens) |
|      | Route d'Orbe-Brücke                         | Echallens                                |      | Strassenbrücke (zweispurig) mit Trottoir 299                                                            | Bogenbrücke   | Stein Beton       | 25         | 609          | PostAuto-Buslinie 425 (Echallens–Cheseaux) Fussgängerbrücke unterquert das Bauwerk |
|      | Sous le Château-Steg                        | Echallens                                |      | Fussgängerbrücke                                                                                        | Balkenbrücke  | Holz              | 8          | 605          | Offene Holzbrücke |
|      | Unbenannte Brücke                           | Echallens                                |      | Fussgängerbrücke                                                                                        | Balkenbrücke  | Stahl             | 15         | 597          | Wanderweg |
|      | Unbenannte Brücke                           | Saint-Barthélemy                         |      | Feldwegbrücke                                                                                           | Balkenbrücke  | Beton             | 12         | 589          | Verbot für Motorwagen und Motorräder: Forst- und Landwirtschaft gestattet Bauwerk wurde 2022 von der Bauunternehmung Marti erstellt. |
|      | Chemin des Adoux-Brücke                     | Saint-Barthélemy                         |      | Strassenbrücke (zweispurig)                                                                             | Balkenbrücke  | Beton             | 15         | 583          | |
|      | Unbenannter Steg                            | Saint-Barthélemy                         |      | Fussgängerbrücke                                                                                        | Balkenbrücke  | Holz              | 12         | 582          | Steg wurde im September 2020 von Zivilschutz erstellt. Wanderweg |
|      | Route de Bettens-Brücke                     | Saint-Barthélemy                         |      | Strassenbrücke (zweispurig) 306                                                                         | Bogenbrücke   | Stein Beton       | 12         | 582          | PostAuto-Buslinie 414 (Echallens–Cossonay-Penthalaz) Veloland-Route 22 Nord Vaudois–Jura (Etappe 1 Lausanne–Yverdon-les-Bains) und Route 475 Boucle champêtre du Gros de Vaud (Echallens–Echallens)                                                                              |
|      | Route de Bettens-Brücke                     | Saint-Barthélemy                         |      | Strassenbrücke (zweispurig) 306                                                                         | Bogenbrücke   | Stein Beton       | 12         | 582          | Höchstgeschwindigkeit 50 km/h PostAuto-Buslinie 414 (Echallens–Cossonay-Penthalaz) Wanderweg |
|      | Unbenannte Brücke                           | Saint-Barthélemy                         |      | Feldwegbrücke                                                                                           | Balkenbrücke  | Beton             | 8          | 574          | |
|      | Ferme du Château-Brücke                     | Oulens-sous-Echallens – Saint-Barthélemy |      | Feldwegbrücke                                                                                           | Bogenbrücke   | Stein Beton       | 8          | 573          | Verbot für Motorwagen und Motorräder: Landwirtschaftlicher Verkehr gestattet Wanderweg |
|      | Route d'Eclagnens-Brücke                    | Oulens-sous-Echallens – Eclagnens        |      | Strassenbrücke (zweispurig) 305                                                                         | Bogenbrücke   | Stein Beton       | 17         | 567          | Höchstgeschwindigkeit 80 km/h PostAuto-Buslinie 425 (Echallens–Cheseaux) Veloland-Route 63 Gros de Vaud–La Côte (Etappe 2 Echallens (Goumoens)–Rolle) |
|      | Unbenannte Brücke                           | Oulens-sous-Echallens – Eclagnens        |      | Feldwegbrücke                                                                                           | Balkenbrücke  | Beton             | 17         | 560          | Wanderweg |
|      | Unbenannte Brücke                           | Eclagnens                                |      | Feldwegbrücke                                                                                           | Balkenbrücke  | Beton             | 12         | 558          | |
|      | Unbenannte Brücke                           | Goumoens-le-Jux                          |      | Strassenbrücke (zweispurig) 304                                                                         | Bogenbrücke   | Stein Beton       | 14         | 556          | Höchstgeschwindigkeit 80 km/h |
|      | Unbenannte Brücke                           | Bavois – Chavornay                       |      | Feldwegbrücke                                                                                           | Balkenbrücke  | Beton             | 11         | 467          | |
|      | Ponts du Talent (Autobahn A1/A9)            | Chavornay                                |      | Autobahnbrücke (vierspurig) mit zwei Standspuren                                                        | Balkenbrücke  | Beton             | 350        | 452          | Höchstgeschwindigkeit 120 km/h Der A1-Abschnitt zwischen Lausanne und Yverdon wurde 1983 eröffnet. |
|      | Unbenannte Brücke                           | Chavornay                                |      | Fussgängerbrücke                                                                                        | Balkenbrücke  | Stahl             | 16         | 447          | |
|      | Grand'Rue-Brücke                            | Chavornay                                |      | Strassenbrücke (zweispurig) mit Trottoirs 134 289                                                       | Balkenbrücke  | Beton             | 17         | 447          | Höchstgeschwindigkeit 80 km/h |
|      | SBB-Brücke                                  | Chavornay                                |      | Eisenbahnbrücke (zweigleisig)                                                                           | Balkenbrücke  | Beton             | 25         | 446          | Höchstgeschwindigkeit 140 km/h Bahnstrecke Lausanne–Biel/Bienne |
|      | Avenue Albert Amon-Brücke                   | Chavornay                                |      | Strassenbrücke (einspurig) mit Rohrleitung an der Brückenwand                                           | Balkenbrücke  | Beton             | 18         | 446          | Veloland-Route 5 Mittelland-Route (Etappe 7 Yverdon–Lausanne) |
|      | Chemin des Taborneires-Brücke               | Chavornay                                |      | Strassenbrücke (einspurig) mit Rohrleitung an der Brückenwand                                           | Balkenbrücke  | Stahl Beton       | 16         | 444          | Höchstgewicht 28 t |
|      | Unbenannte Brücke                           | Chavornay                                |      | Fussgängerbrücke                                                                                        | Balkenbrücke  | Beton             | 26         | 441          | |
|      | Travys-Brücke                               | Orbe                                     |      | Eisenbahnbrücke (eingleisig) mit Rohrleitung an der Brückenwand                                         | Balkenbrücke  | Beton             | 28         | 441          | Bahnstrecke Chavornay–Orbe |
|      | Les Deux Ponts (Route de Chavornay)         | Orbe                                     |      | Strassenbrücke (zweispurig) 132 293                                                                     | Balkenbrücke  | Beton             | 25         | 441          | Höchstgeschwindigkeit 80 km/h |
|      | Unbenannte Brücke                           | Orbe                                     |      | Fussgänger- und Velobrücke                                                                              | Balkenbrücke  | Beton             | 25         | 441          | 500 m flussabwärts auf der rechten Flussseite beim Canal Oriental befinden sich das national geschützte Flachmoor Pré Bernard und das Amphibienlaichgebiet Pré Bernard, Creux-de-Terre.                                                                                          |
|      | Unbenannte Brücke                           | Orbe                                     |      | Strassenbrücke (einspurig)                                                                              | Balkenbrücke  | Beton             | 25         | 439          | Brücke wurde 2021 ersetzt. |
|      | Viaduc de la Plaine de l'Orbe (Autobahn A9) | Orbe                                     |      | Autobahnbrücke (vierspurig) mit zwei Standspuren                                                        | Balkenbrücke  | Beton             | 2080       | 438          | Höchstgeschwindigkeit 120 km/h Das Viadukt wurde 1989 fertiggestellt. Travys-Buslinie 613 (Yverdon-les-Bains–Vallorbe) Das Bauwerk überquert auch die Flüsse Nozon und Orbe sowie mehrere Lokalstrassen.                                                                         |
|      | Chemin des Prés-Neufs-Brücke                | Orbe                                     |      | Strassenbrücke (einspurig)                                                                              | Balkenbrücke  | Beton             | 24         | 438          | Unebene Fahrbahn Höchstgeschwindigkeit 30 km/h Höchstgewicht 40 t Höchstbreite 4 m |